# Robert Floyd
Robert W Floyd (Nova Iorque, 8 de junho de 1936 — Stanford, 25 de setembro de 2001) foi um informático estadunidense. Seu nome intermediário, legalmente registrado, é simplesmente W, sem o ponto de abreviação.